# (37223) 2000 WD142
2000 WD142 (asteroide 37223) é um asteroide da cintura principal. Possui uma excentricidade de 0.12206700 e uma inclinação de 13.92134º.
Este asteroide foi descoberto no dia 20 de novembro de 2000 por LONEOS em Anderson Mesa.